# Villa Ström

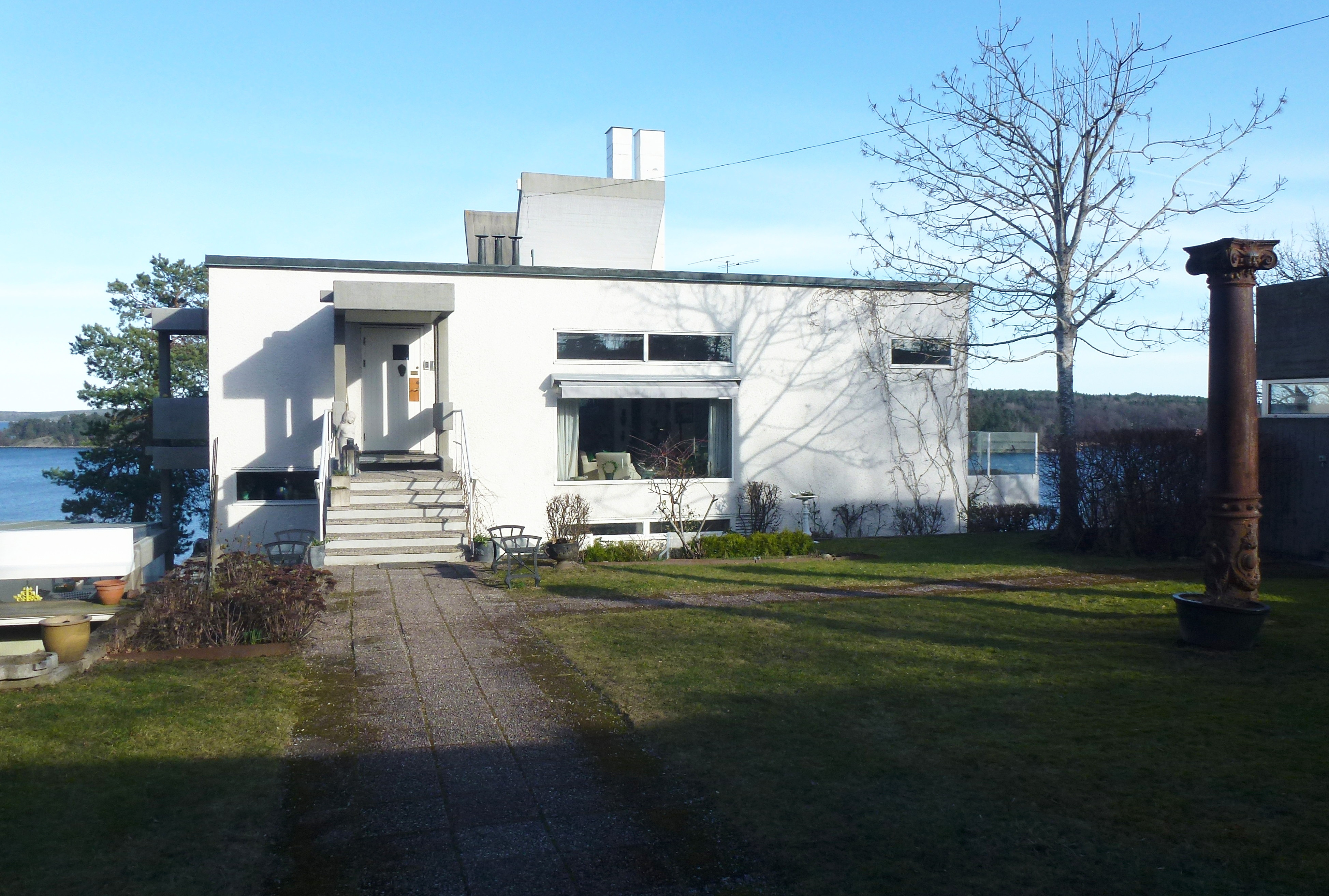
Villa Ström från Granhällsvägen.

Villa Ström är en villa i kvarteret Nordanskog på Granhällsvägen 31 i Stocksund, Danderyds kommun utanför Stockholm ritad av arkitekt Ralph Erskine och uppförd 1961.

## Bakgrund

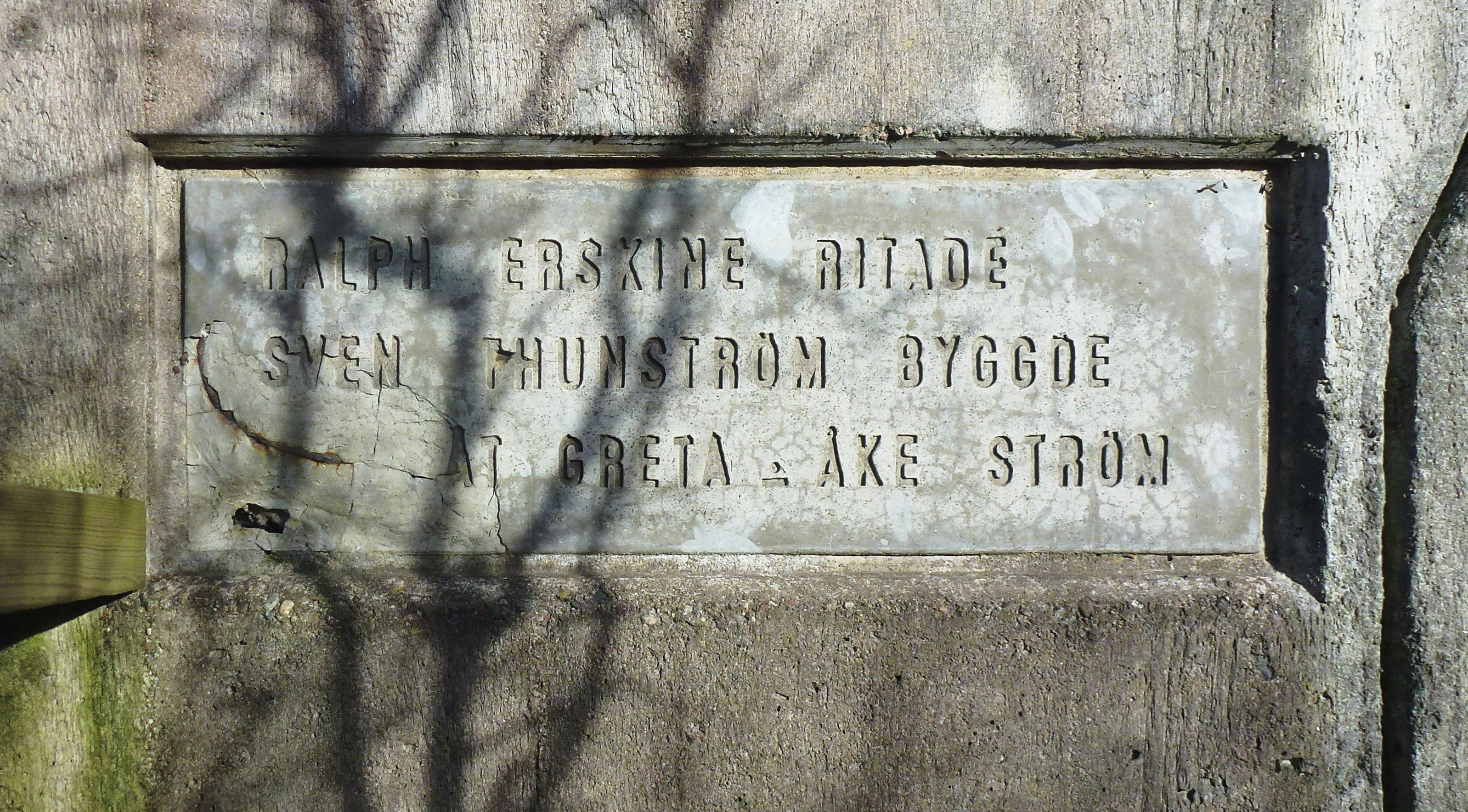
Inskription vid entrén.

Villa Ström byggdes för Greta och Åke Ström på en starkt ner mot Långängsstrand sluttande tomt och med vid utsikt över Lilla Värtan. Ström hade sett Erskins Villa Engström från 1956  (”Kupolvillan” på Lisön i närheten av Nynäshamn) och ville ha något speciellt.

## Byggnad
Villa Ström är utformat utifrån Ralph Erskines tankar om en klimatanpassad arkitektur. Villan är kompakt som en kub, med putsade vita fasader. Balkonger och altaner är av betong, som vilar på fristående betongpelare, helt frigjorda från fasaderna. Balkongerna liknar kommandobryggor på ett fartyg. Utsikten togs tillvara dels genom fönsterplaceringarna och genom att uteplatserna anordnades högt ovan mark på altaner och balkonger.
Eftersom huset är uppfört i en brant sluttning, gav det möjlighet för en interiör i flera nivåer och stundtals dubbel takhöjd. Rummen är anordnade kring en innergård som är uppvärmd underifrån av husets pannrum och belyst genom takfönster. På taket anordnades skärmar som reflekterar dagsljuset till byggnadens inre delar.

## Bilder, detaljer

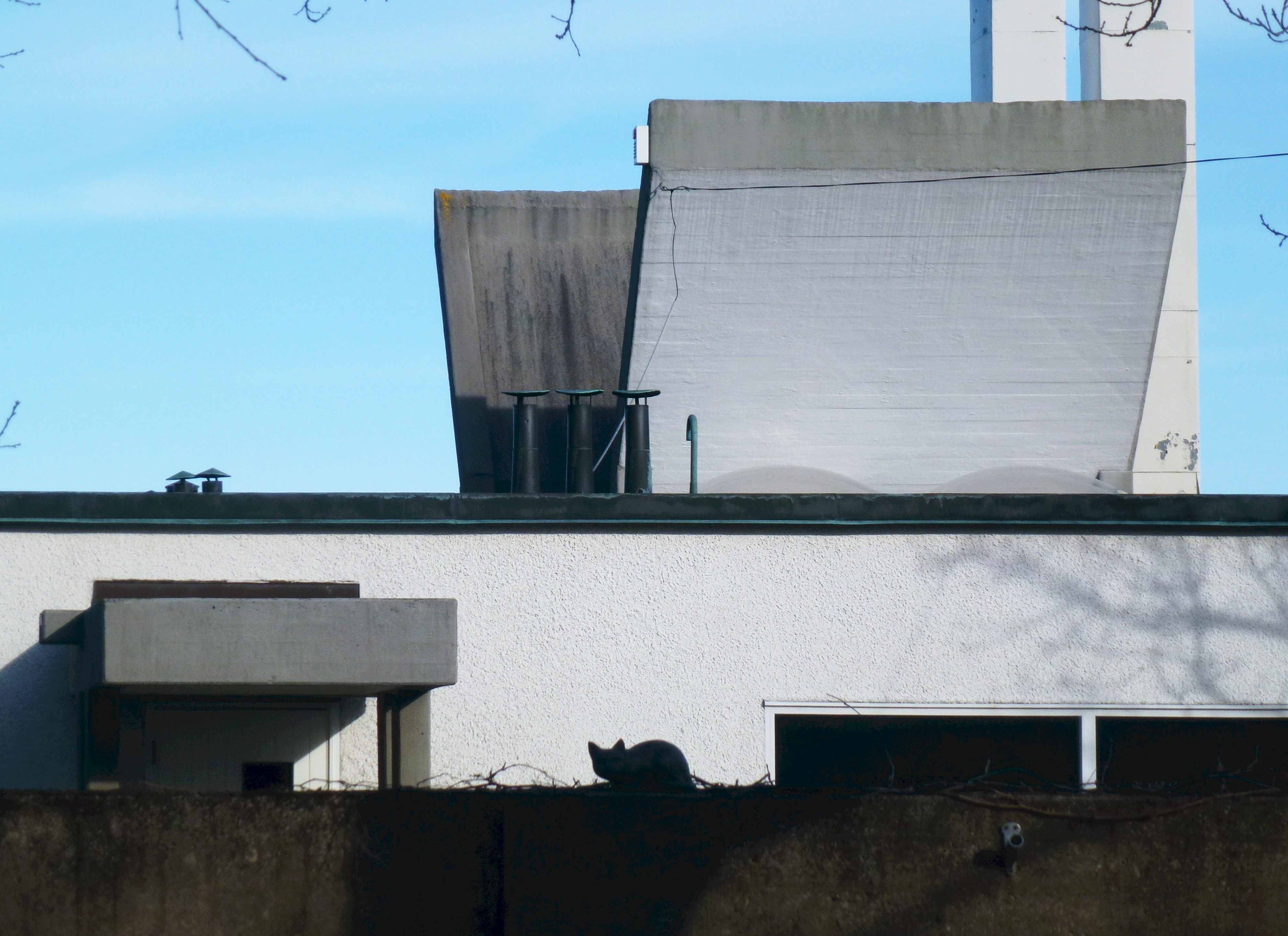
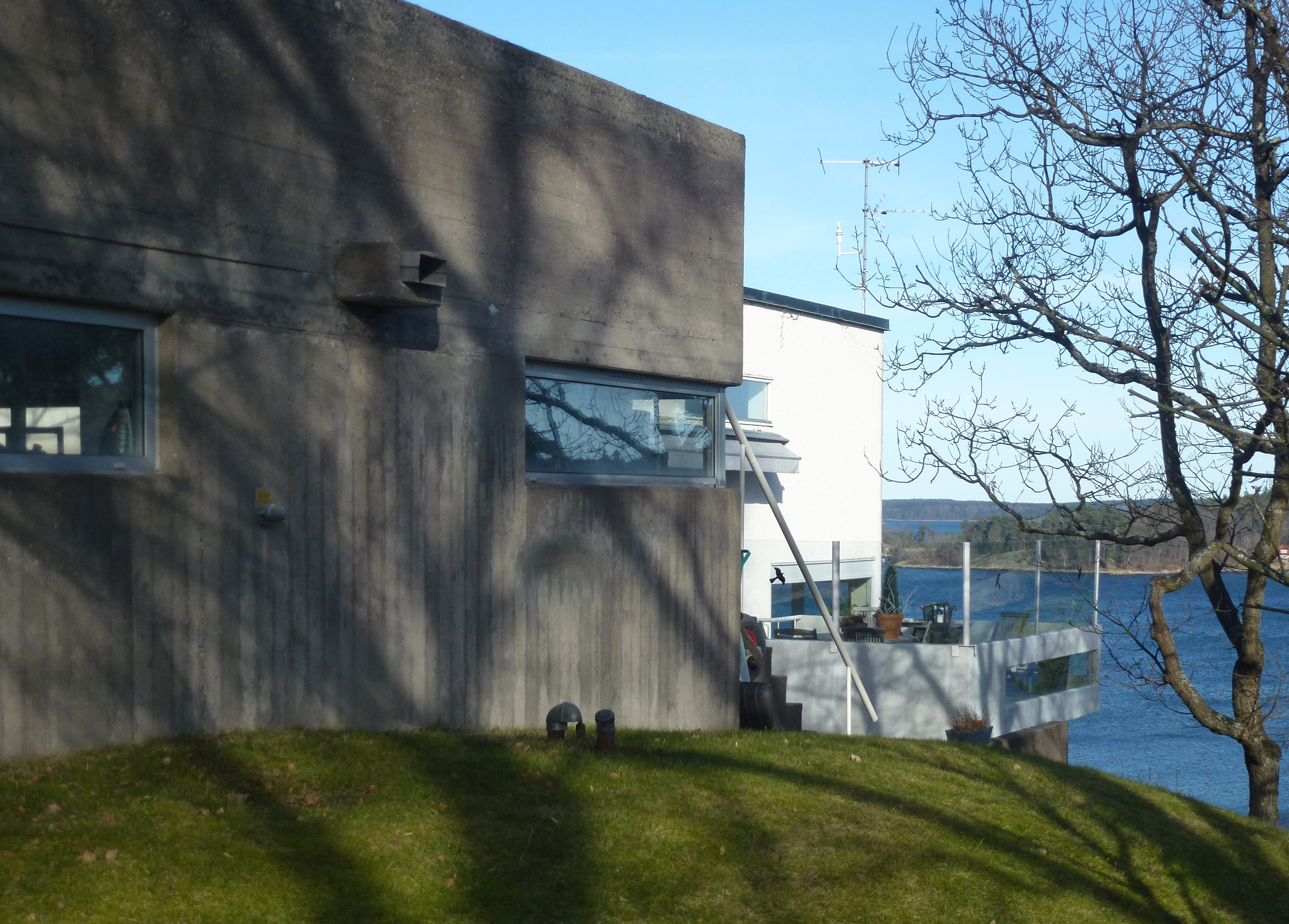
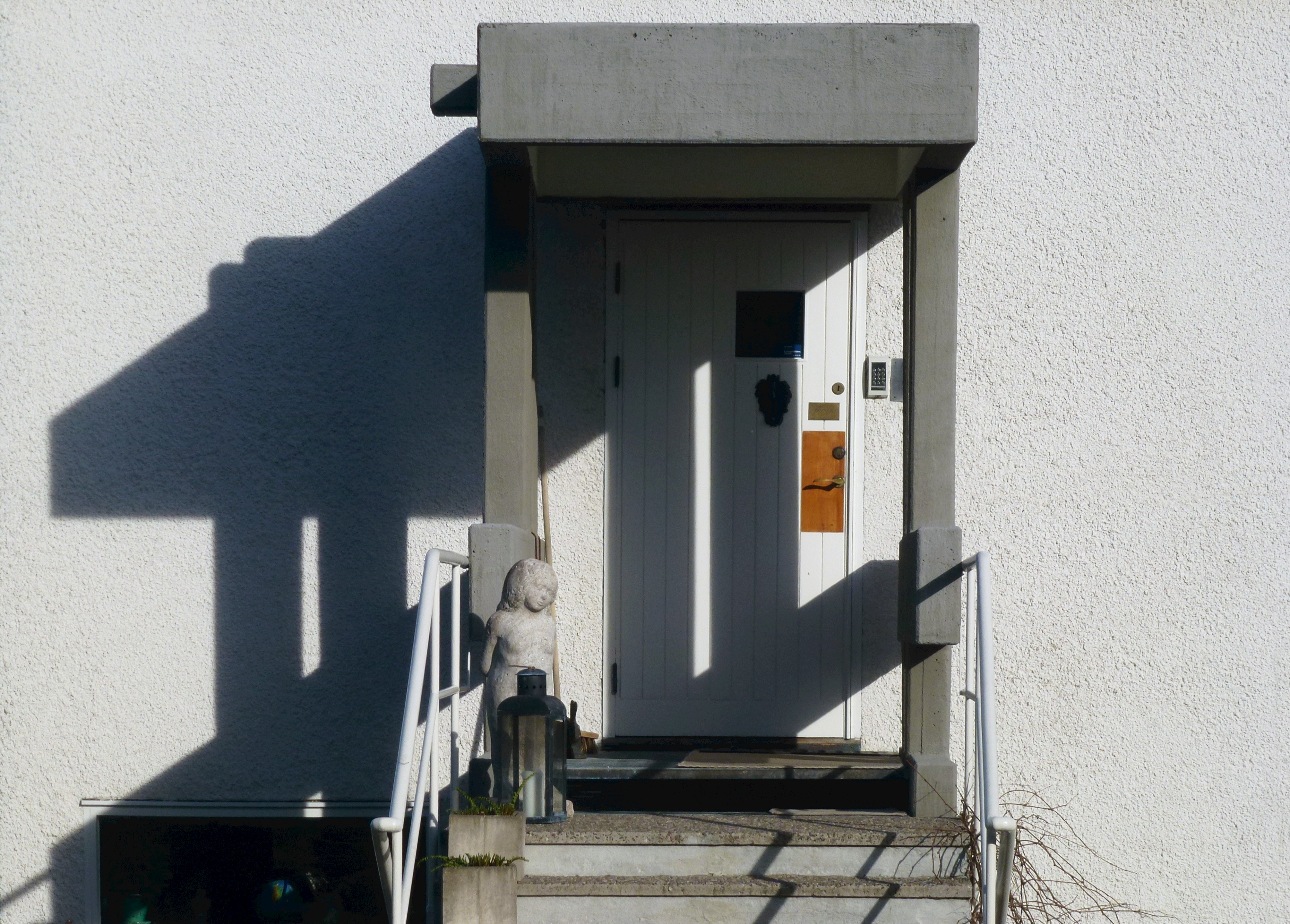
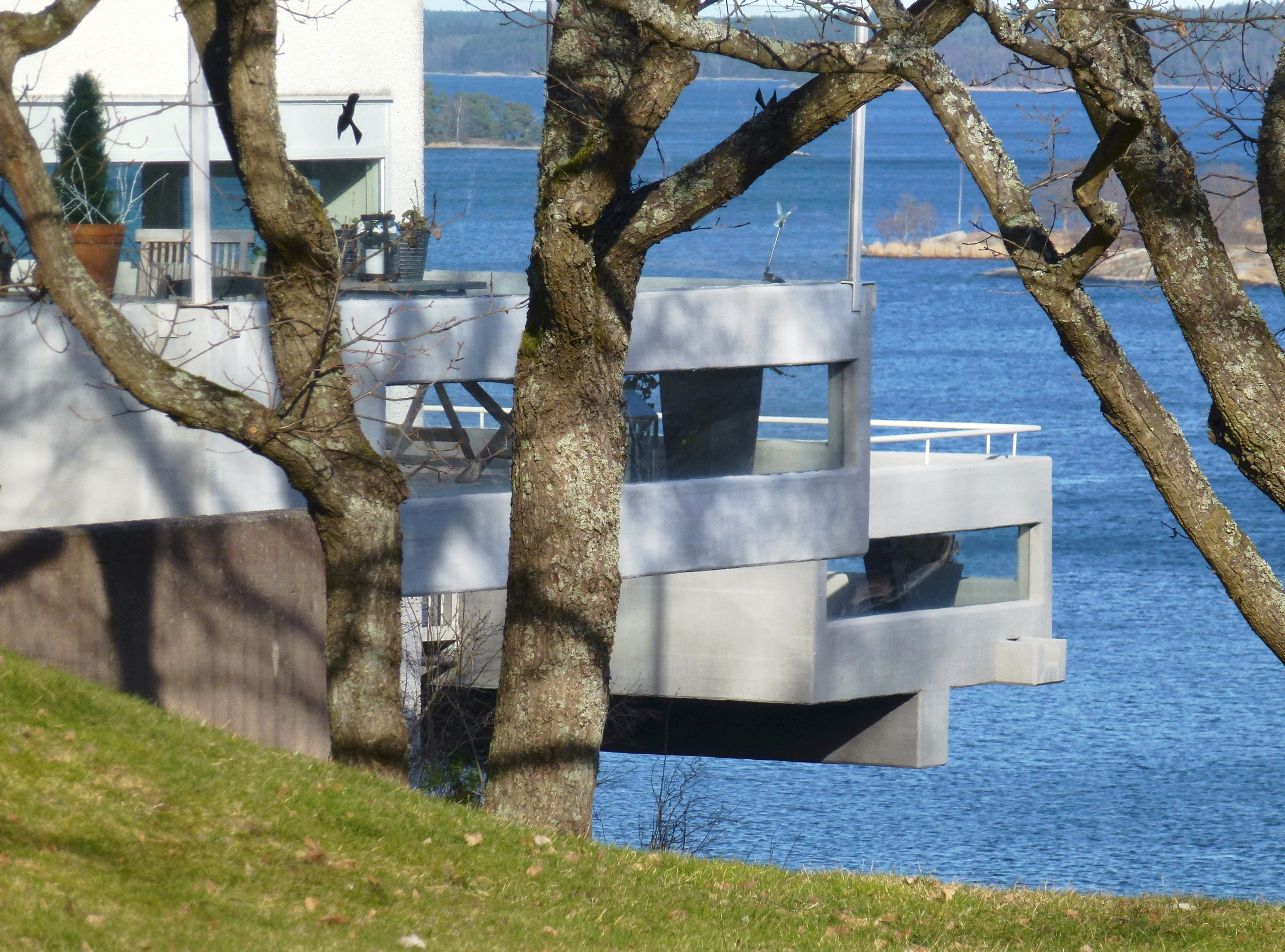
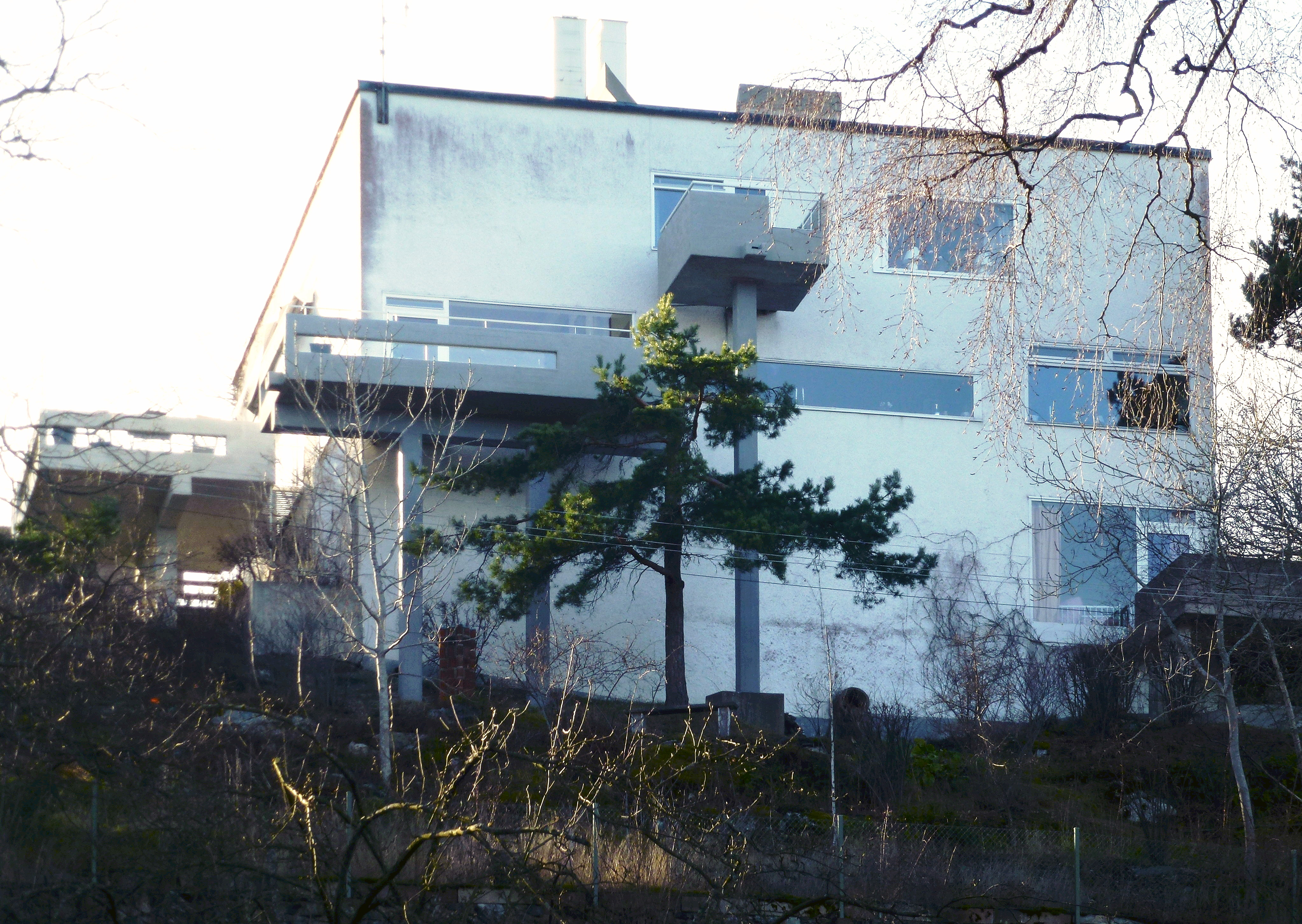